# 拉乌尔角
拉乌尔角（Cape Raoul）是澳大利亞塔斯馬尼亞州东南部塔斯曼地方政府辖区内的一个乡村地区和自然景观。拉乌尔海角的西側、南側和東側都是塔斯曼海。拉乌尔角位于努比纳以南13（8.1英里）。根據2016年的人口普查，拉乌尔角是一個無人區。